# Mesodon archeri
Mesodon archeri é uma espécie de gastrópode da família Polygyridae
É endémica dos Estados Unidos da América.